# الترايبة
اترايبة قرية مغربية أمازيغية شمال المملكة، تنتمي إلى إقليم تازة الساحلي، شرقي مدينة فاس، تضم بلدة اترايبة 8.073 نسمة (إحصاء 2004).